# Vina (Leskovac)
Vina je naselje u gradu Leskovcu, Jablanički upravni okrug, Srbija. Prema popisu iz 2022. godine u Vini je živjelo 117 stanovnika.